# Вінтергаузен
Вінтергаузен (нім. Winterhausen) — громада в Німеччині, розташована в землі Баварія. Підпорядковується адміністративному округу Нижня Франконія. Входить до складу району Вюрцбург. Складова частина об'єднання громад Айбельштадт.
Площа — 8,72 км2. Населення становить 1385 ос. (станом на 31 грудня 2020).

## Галерея

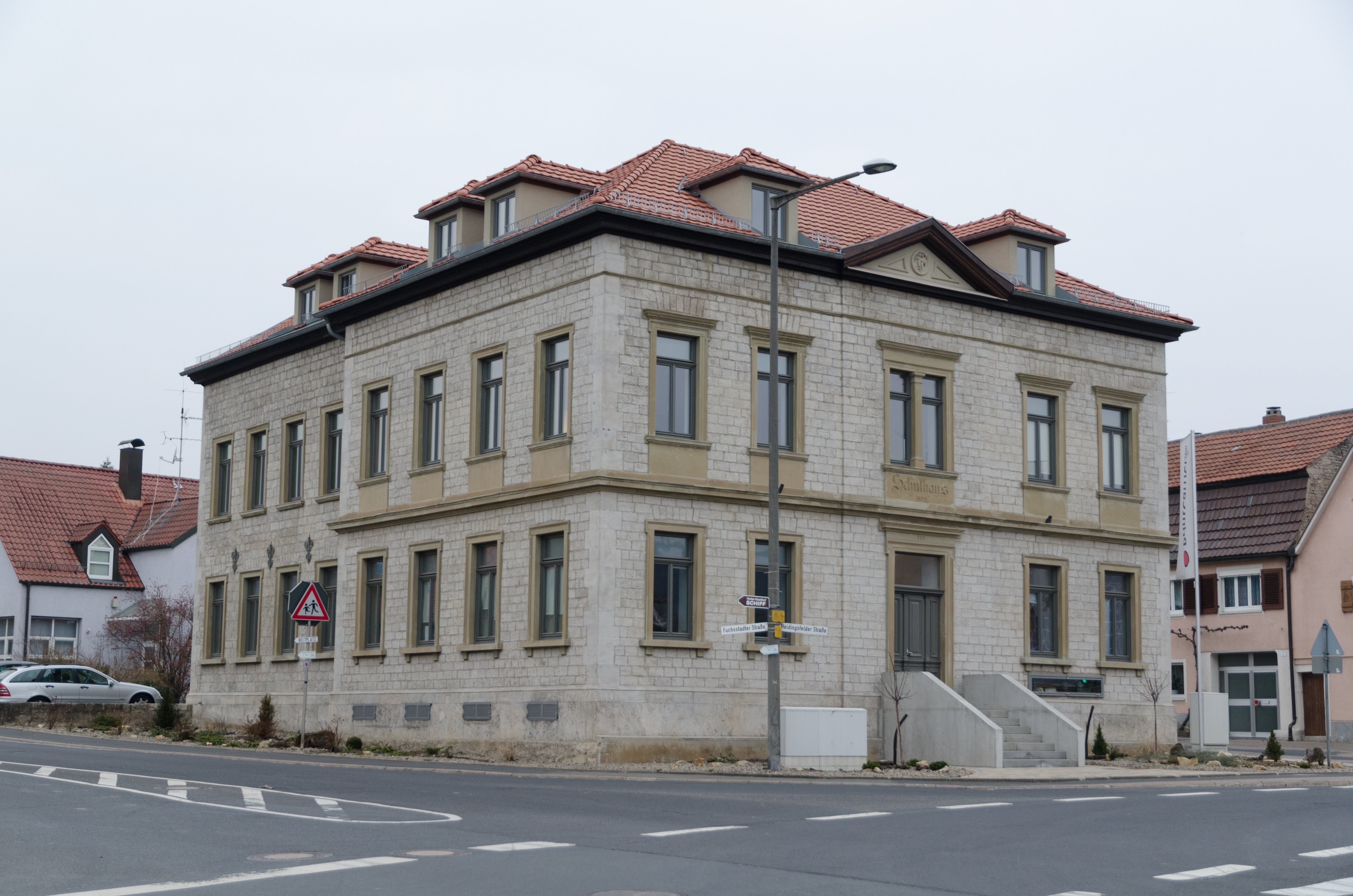
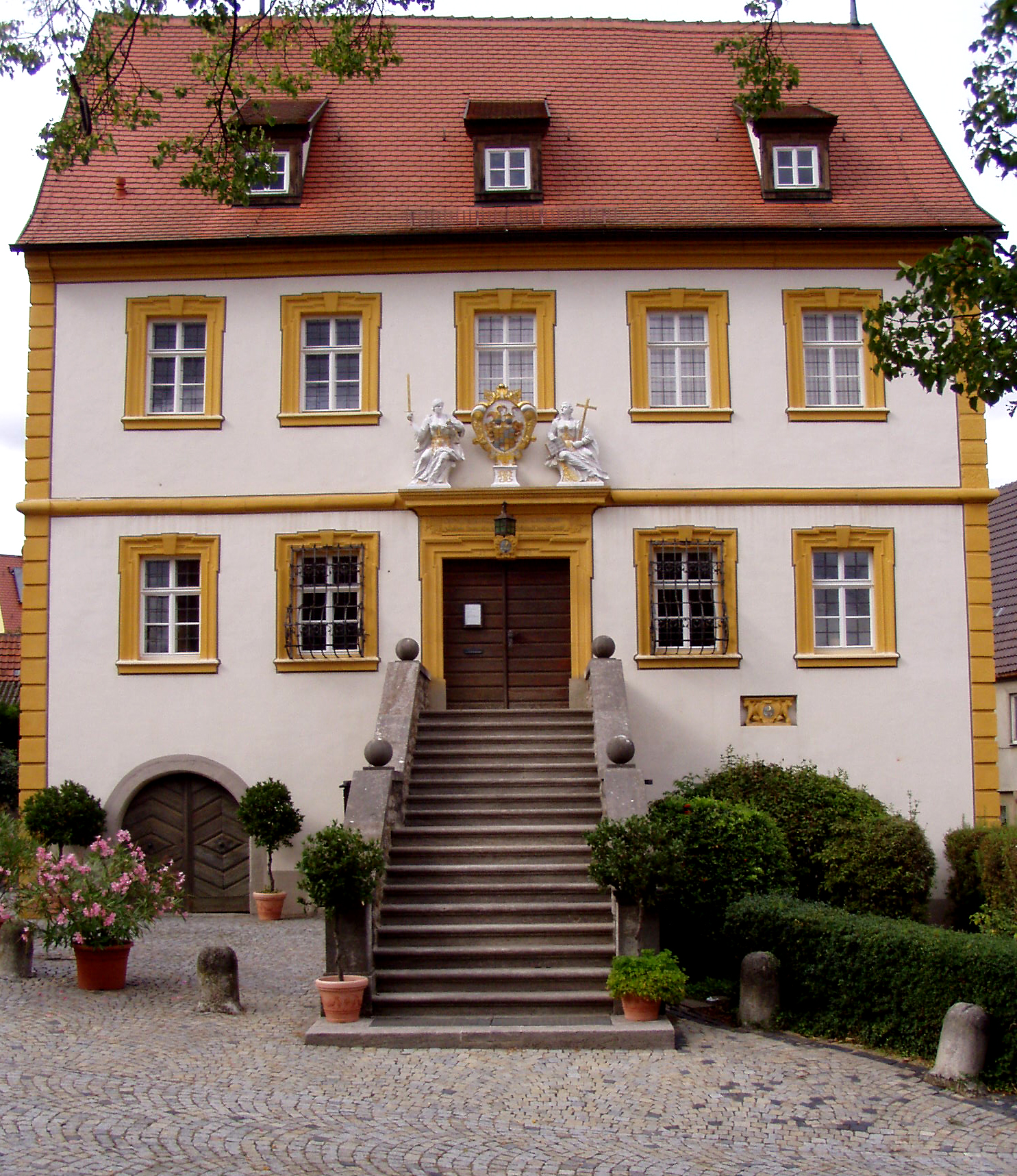